# 4093 Bennett
A 4093 Bennett (ideiglenes jelöléssel 1986 VD) a Naprendszer kisbolygóövében található aszteroida. Robert H. McNaught fedezte fel 1986. november 4-én.